# Grabbeigaben (Altägypten)

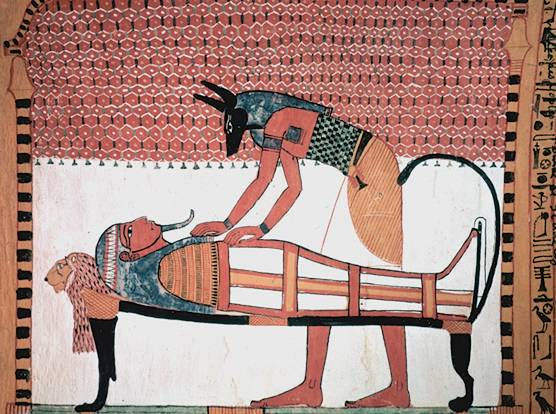
Anubis bei der Durchführung von Bestattungsriten an der Mumie von Sennedjem

Der Glaube an ein Leben nach dem Tod ist eines der wichtigsten Merkmale der altägyptischen Kultur. Über die Jahrtausende hinweg haben sich dabei die Bestattungssitten, und die Objekte, die mit in das Grab gelegt wurden, stark verändert.

## Objektgruppen
Grundsätzlich lassen sich drei Objektgruppen unterscheiden, die ins Grab gelegt wurden:
1. Objekte, die schon im täglichen Leben benutzt wurden (z. B. Schmuck)
2. Objekte, die speziell für eine Bestattung hergestellt wurden (z. B. der Sarg).
3. Objekte, die bei religiösen Ritualen während der Bestattungsfeierlichkeiten benutzt und dann mit dem Toten begraben worden sind.

## Entwicklung über die Dynastien
Je nach Periode und sozialem Status des Toten, sind die einen oder anderen Objekte bevorzugt mit in das Grab gelegt worden.

### Prä- und Frühdynastische Zeit
In vordynastischer und frühdynastischer Zeit sind die Toten meist in Gruben in Hockerstellung beigesetzt worden. Grabbeigaben sind einige Gefäße, die sicherlich Nahrung für alle Ewigkeit sicherstellen sollten. Daneben finden sich Schminkpaletten, Schmuck für Frauen und Waffen für Männer. Das Leben im Jenseits wurde offensichtlich als Fortsetzung des Lebens auf der Erde angesehen und alles was als wichtig angesehen wurde, wurde mit ins Grab gelegt. In den Grabkammern hoher Beamter fanden sich deshalb Möbel, Spiele und viele hunderte von Vorratsgefäßen, die das ewige Leben erleichtern sollten. Nur wenige Objekte sind anscheinend direkt für das Grab speziell angefertigt worden.

### 4. Dynastie
Seit der 4. Dynastie ist eine Veränderung in den Bestattungssitten feststellbar. Der König (Pharao) und hohe Beamte steckten alle Energie in den Bau des Graboberbaues (Pyramide, Mastaba), während die unterirdischen Teile der Grabanlagen relativ simpel blieben. Als Grabbeigaben finden sich meist nur ein einfacher Sarkophag, ein paar Töpfe, etwas Schmuck und einige Modellwerkzeuge. In dieser Zeit lassen sich auch verstärkte Bemühungen feststellen den Körper des Toten zu mumifizieren (Mumie). Die Dinge, die vorher mit ins Grab gegeben wurden, sind nun an den Wänden der Mastabas dargestellt worden. Zu den Glaubensvorstellungen dieser Zeit kann bisher wenig gesagt werden. In kurzen Texten in den Gräbern werden verschiedene Gottheiten, vor allem Anubis, genannt. Die Götter werden darum gebeten, dem Toten ein „schönes Begräbnis“ zu gewähren und ihm ewige Nahrungsfürsorge zu gewährleisten.

### Ende des Alten Reichs
Am Ende des Alten Reiches wird den unterirdischen Teilen der Grabanlagen wieder mehr Aufmerksamkeit geschenkt. Die Grabkammern der Pyramiden sind nun mit Texten versehen, Särge sind nun häufiger beschriftet und auch einige Grabkammern von Beamten sind mit Texten und mit Bildern von Grabbeigaben versehen. Es werden nun auch mehr Objekte mit ins Grab gelegt. Bei hohen Beamten sind dies oft Instrumente, die mit dem Totenkult zu tun haben, während ärmere Leute oftmals mit Statussymbolen oder Zeichen ihrer Identität versehen werden (bei Frauen z. B. Schmuck). Wie in der ganzen ägyptischen Geschichte finden sich niemals Objekte, die mit dem Beruf des Toten in Verbindung stehen.

### 1. Zwischenzeit und frühes Mittleres Reich
In der Ersten Zwischenzeit entwickelt sich eine Standardgrabausstattung. Der Tote liegt in einem Sarg mit einer Mumienmaske über dem Kopf. Neben dem Sarg finden sich Holzmodelle von Dienerfiguren (Uschebti), die die Herstellung von Nahrung und Gerät darstellen. Särge von wohlhabenden Personen sind außen und innen oftmals mit langen religiösen Texten versehen. In dieser Zeit findet man immer mehr Belege dafür, dass zumindest einige Tote als Osiris identifiziert wurden. Der Tote wird als solcher in den Sargtexten bezeichnet und auf den Sarginnenseiten finden sich Geräte gemalt, die ihn mit diesem Totengott gleichsetzen.

### 12. Dynastie
Am Ende der 12. Dynastie ist wiederum eine Änderung in den Bestattungssitten feststellbar. Die Dienerfiguren verschwinden aus den Grabkammern und der Tote wurde stattdessen mit magischen Objekten ausgestattet, die anscheinend schon im Alltag Schutz boten. Eine typische, aber nicht häufige Beigabe sind die sogenannten Zaubermesser, die im Leben Mutter und Kind beschützen und diese Aufgabe wohl auch im Totenreich hatten. Andere typische Beigaben sind kleine Fayencefiguren von Tieren, deren Funktion im Detail umstritten ist. Es gab nun nur wenige Grabbeigaben, die direkt für das Grab hergestellt wurden (Sarg, Uschebti).

### Zweite Zwischenzeit
In der Zweiten Zwischenzeit verarmte das Land so sehr, dass selbst hohe Beamte es sich nicht mehr leisten konnten Objekte herzustellen, die nur für das Grab bestimmt waren. Die Grabkammern wurden nun mit vielen Alltagsobjekten gefüllt, nur der Sarg, blieb als speziell für das Grab hergestellte Objekt bestehen.

### 18. Dynastie
In der 18. Dynastie setzte sich die Tradition fort, Alltagsgegenstände in die Grabkammer zu legen. Daneben gab es den Sarg, Uschebtis, Kanopenkrüge und das sogenannte Totenbuch. Die Grabkammern dieser Zeit sind wegen der vielen Haushaltsobjekte besonders reich ausgestattet gewesen, wie beispielsweise das Grab des Tutanchamun (KV62). In den königlichen Gräbern finden sich daneben noch zahlreiche Beigaben, die anscheinend speziell für das Begräbnis eines Pharaos hergestellt worden sind. Dazu gehört vor allem eine Serie von Götterstatuen, die in Schreine gestellt wurden.

### Ramessidenzeit
In der 19. Dynastie verschwinden alle Alltagsobjekte aus den Grabkammern. Der Tote wurde nun fast ausschließlich mit Objekten ausgestattet, die speziell für das Grab hergestellt worden sind. Darunter sind vor allem Amulette zu nennen, die nun immer bedeutender werden. Auch die Anzahl der ins Grab gelegten Uschebtis steigt. Diese Reduzierung fällt besonders bei den Bestattungen armer Bevölkerungsschichten auf, da diese nun fast beigabenlos sind. Der Tote scheint nun voll und ganz mit Osiris identifiziert zu werden. Wichtig ist nun der Erhalt der Mumie, die meisten Grabbeigaben zielen darauf ab. Die Versorgung des Toten mit Nahrung tritt in den Hintergrund, sie wurde im Totenreich gewährleistet und brauchte nicht durch Nahrungsopfer bestimmt werden. Als Helfer in der Unterwelt sind die Uschebtis zu werten, die nun immer wichtiger werden.

### Dritte Zwischenzeit
Die Reduzierung auf magische Objekte in der Grabkammer ist auch für die Dritte Zwischenzeit feststellbar. Eine reiche Bestattung bestand nun fast nur aus Amuletten, einen oder mehreren Särgen, Uschebti und einem Totenbuch. In der 22. Dynastie verschwanden dann aber sogar diese Objekte. Der Tote wurde nur noch mumifiziert und in einen Sarg gelegt. In dieser Zeit kommen auch Kartonagen auf. Weitere Grabbeigaben fehlen fast vollkommen.

### Spätzeit
In der Spätzeit werden wieder mehr Objekte in das Grab gelegt. Es gibt nun viele Uschebti (bis zu 400), es gibt die Kanopen und es können Totenbücher vorkommen. Der Tote ist nun oftmals reich mit Amuletten geschmückt. Hohe Beamte sind in reich dekorierten Sarkophagen beigesetzt, ansonsten ist ein Set bunt bemalter Holzsärge typisch.
In der 30. Dynastie kommen sogenannte „Kopfscheiben“ auf, runde Papyrus- oder Metallscheiben, die mit religiösen Texten beschriftet waren und unter den Kopf der Mumie gelegt wurden.